# Tipsport Arena (Praga)
La Tipsport Arena, conosciuta anche con le vecchie denominazioni di Sportovní hala (1962-1999), Paegas Arena (1999-2002), T-Mobile Arena (2002-2008) e Tesla Arena, è uno stadio polivalente di Praga; è principalmente utilizzata per il campionato di hockey su ghiaccio.